# Rüdisbronn

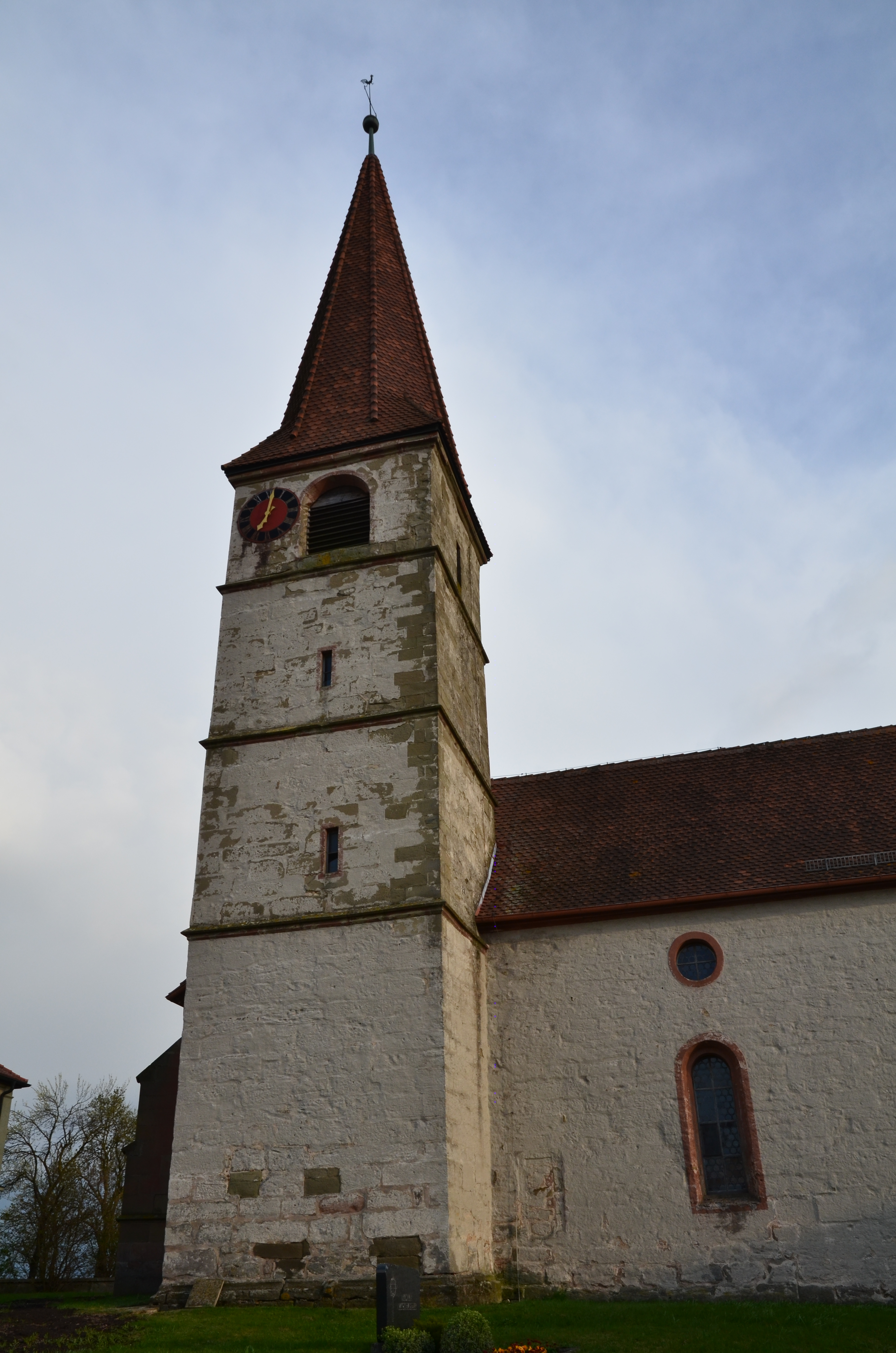
St. Maria und Pankratius

Rüdisbronn (fränkisch: Resbrunn) ist ein Gemeindeteil der Stadt Bad Windsheim im Landkreis Neustadt an der Aisch-Bad Windsheim (Mittelfranken, Bayern). Die Gemarkung Rüdisbronn hat eine Fläche von 6,703 km². Sie ist in 876 Flurstücke aufgeteilt, die eine durchschnittliche Fläche von 7651,51 m² haben. In ihr liegt neben dem namensgebenden Ort der Gemeindeteil Rehhof.

## Geografische Lage
Durch das Kirchdorf fließt der Heßlerbach (im Unterlauf Riedgraben genannt), ein linker Zufluss der Tief. 1 km nordöstlich erhebt sich der Spielberg (420 m ü. NHN), auf dem sich die Überreste einer ehemaligen Höhenburg befinden. Im Osten befindet sich der Güterwald, im Südwesten das Kaiholz. Im Nordwesten liegen das Sandbrunnenfeld und die Lange Läng, im Südwesten das Ewigfeld und im Südosten das Mühlfeld.
Die Staatsstraße 2253 führt nach Berolzheim (1,8 km südlich) bzw. nach Deutenheim (2,8 km nördlich). Eine Gemeindeverbindungsstraße führt zur Kreisstraße NEA 35 bei Kaubenheim (2,7 km südöstlich).

## Geschichte
Der Ort wurde 1158 als „Rudigesprunnen“ erstmals urkundlich erwähnt. Gemäß dieser Urkunde sicherte Kaiser Barbarossa dem Kloster Münchaurach den Schutz über dessen Besitzungen, zu denen auch dieser Ort gehörte, zu. Mit der  Auflösung des Klosters im Jahr 1528 fielen dessen Besitzungen an Brandenburg-Bayreuth. Der Ortsname bedeutet „zur Quelle des Rudigēr“.
Gegen Ende des 18. Jahrhunderts gab es in Rüdisbronn 59 Anwesen (Kirche, Pfarrhaus, Schulhaus, Wildmeisterwohnung, 1 Dreiviertelhube, 12 Halbhuben, 11 Viertelhuben, 7 Sölden, 12 Häuser, Wirtshaus, Schafhaus, Mühle, Ziegelei). Das Hochgericht übte das brandenburg-bayreuthische Vogtamt Lenkersheim aus, was aber von dem würzburgischen Cent Markt Bibart bestritten wurde. Die Dorf- und Gemeindeherrschaft sowie die Grundherrschaft über alle Anwesen hatte das Kastenamt Ipsheim.
Von 1797 bis 1810 unterstand der Ort dem Justizamt Külsheim und Kammeramt Ipsheim. 1810 kam Rüdisbronn an das Königreich Bayern. Im Rahmen des Gemeindeedikts wurde es dem 1811 gebildeten Steuerdistrikt Kaubenheim und der 1817 gebildeten Ruralgemeinde Kaubenheim zugewiesen. Mit dem Zweiten Gemeindeedikt (1818) entstand die Ruralgemeinde Rüdisbronn, zu der Rehhof gehörte. Sie war in Verwaltung und Gerichtsbarkeit dem Landgericht Windsheim zugeordnet und in der Finanzverwaltung dem Rentamt Ipsheim. Ab 1862 gehörte Rüdisbronn zum Bezirksamt Uffenheim (1939 in Landkreis Uffenheim umbenannt) und ab 1856 zum Rentamt Windsheim (1919 in Finanzamt Windsheim umbenannt, seit 1972 Finanzamt Uffenheim). Die Gerichtsbarkeit blieb beim Landgericht Windsheim (1879 in Amtsgericht Windsheim umbenannt), seit 1973 ist das Amtsgericht Neustadt an der Aisch zuständig. Die Gemeinde hatte 1964 eine Gebietsfläche von 6,703 km².
Am 1. Juli 1972 wurde Rüdisbronn im Zuge der Gebietsreform in Bayern nach Bad Windsheim eingegliedert.

### Baudenkmäler
In Rüdisbronn gibt es sechs Baudenkmäler:
- Am Herrnberg 2: evangelisch-lutherische Pfarrkirche St. Maria und Pankratius
- Am Herrnberg 15: ehemaliges Pfarrhaus
- Spielbergstraße 17: ehemaliges Gasthaus
- Waldstr. 3: Fachwerk-Wohnstallhaus
- Waldstr. 4: Wohnstallhaus
- Zum Wildmeisterhaus 1: Feuerwehrhaus

### Bodendenkmäler
In der Gemarkung Rüdisbronn gibt es drei Bodendenkmäler.

### Einwohnerentwicklung
Gemeinde Rüdisbronn
| Jahr      | 1818   | 1840   | 1852   | 1855   | 1861   | 1867   | 1871   | 1875   | 1880   | 1885   | 1890   | 1895   | 1900   | 1905   | 1910   | 1919   | 1925   | 1933   | 1939   | 1946   | 1950   | 1952   | 1961   | 1970   |
| Einwohner | 367    | 393    | 359    | 346    | 368    | 340    | 342    | 361    | 370    | 342    | 347    | 331    | 319    | 329    | 326    | 296    | 297    | 288    | 270    | 344    | 349    | 312    | 262    | 249    |
| Häuser    | 62     | 64     |        |        |        |        | 67     |        |        | 66     | 66     |        | 66     |        |        |        | 63     |        |        |        | 64     |        | 61     |        |
| Quelle    | [ 19 ] | [ 20 ] | [ 21 ] | [ 21 ] | [ 22 ] | [ 23 ] | [ 24 ] | [ 25 ] | [ 26 ] | [ 27 ] | [ 28 ] | [ 21 ] | [ 29 ] | [ 21 ] | [ 30 ] | [ 21 ] | [ 31 ] | [ 21 ] | [ 21 ] | [ 21 ] | [ 32 ] | [ 21 ] | [ 14 ] | [ 33 ] |

Ort Rüdisbronn
| Jahr      | 001818 | 001840 | 001861 | 001871 | 001885 | 001900 | 001925 | 001950 | 001961 | 001970 | 001987 | 002014 |
| Einwohner | 340    | 373    | 354    | 320    | 324    | 308    | 280    | 336    | 252    | 245    | 226    | 207    |
| Häuser    | 60     | 62     |        |        | 64     | 64     | 61     | 63     | 60     |        | 70     |        |
| Quelle    | [ 19 ] | [ 20 ] | [ 22 ] | [ 24 ] | [ 27 ] | [ 29 ] | [ 31 ] | [ 32 ] | [ 14 ] | [ 33 ] | [ 34 ] | [ 1 ]  |

## Religion
Der Ort ist Sitz der Pfarrei Pankratius und ist seit der Reformation evangelisch-lutherisch geprägt. Die Katholiken sind nach St. Bonifaz (Bad Windsheim) gepfarrt.